# Sociedade Internacional de Audiologia
A Sociedade Internacional de Audiologia (ISA) é uma organização científica e profissional fundada em 1952 visando “facilitar o conhecimento, a proteção e a reabilitação da audição humana” e de “ser defensora da profissão e das pessoas com deficiência auditiva em todo o mundo”. Atua como uma associação profissional de âmbito global para profissionais da audiologia, da saúde auditiva e de áreas relacionadas. A ISA é constituída como pessoa jurídica conforme o Artigo 60 e seguintes do Código Civil Suíço, estando registrada no Registro de Comércio de Genebra.

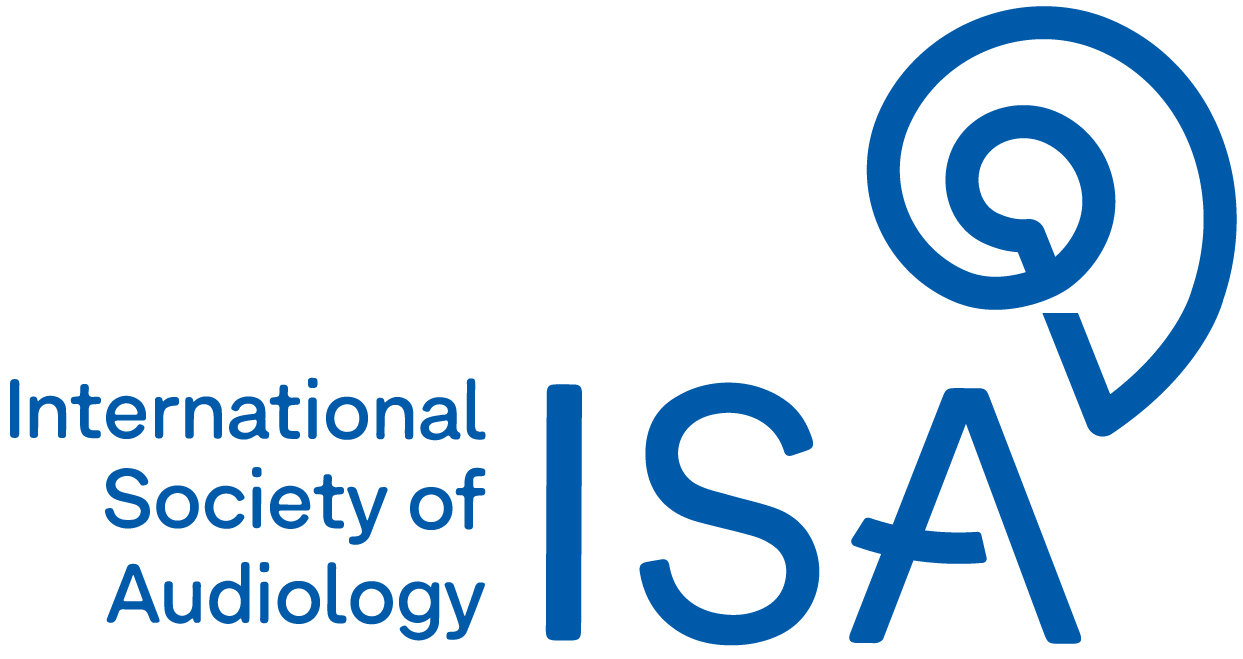
Logotipo da Sociedade Internacional de Audiologia

A ISA é uma sociedade global que reúne indivíduos e organizações de audiologia, representando mais de 50.000 membros em 37 países. A organização é um dos principais mantedores do periódico científico International Journal of Audiology.
Desde 2014, a ISA mantém relações oficiais com a Organização Mundial da Saúde como um ator não estatal, colaboração está baseada em um plano trienal acordado de atividades técnicas conjuntas.
A ISA se empenha em promover interações entre sociedades, associações e organizações que possuem os mesmos propósitos. Ela trabalha para atingir esse objetivo concentrando-se em três atividades principais:
- Organizar congressos mundiais bianuais (World Congress of Audiology);[6]
- Coordenar a publicação do periódico científico revisado por pares International Journal of Audiology;[7][4]
- Apoiar a Organização Mundial da Saúde promovendo os interesses daqueles que trabalham em audiologia ou áreas relacionadas, da comunidade de pessoas com deficiência auditiva.[8]

## Afiliação
Sociedades científicas e profissionais regionais, provinciais ou nacionais nas quais os membros se envolvem em atividades clínicas, de pesquisa ou de ensino em algum aspecto da audiologia podem se candidatar para se tornar uma sociedade afiliada da ISA, tendo o direito de nomear representantes para a Assembleia Geral. Indivíduos também podem se filiar como profissionais e estudantes e participar de atividades, eventos e comitês da organização.

## Links externos
- Sociedade Internacional de Audiologia
- Audiologia Global na Wikiversidade (em inglês)
- Organização Mundial da Saúde Prevenção da Surdez e Distúrbios Auditivos
- Estatuto da Sociedade Internacional de Audiologia
- Fórum Mundial da Audição, Organização Mundial da Saúde
- World Congress of Audiology